# Sân bay Tsumeb
Sân bay Tsumeb (IATA: TSB, ICAO: FYTM) là một sân bay ở Tsumeb, Namibia.